# Rudy Demahis-Ballou
Rudy Demahis-Ballou (* 26. Februar 2002) ist ein französischer Basketballspieler.

## Laufbahn
Demahis-Ballou spielte ab dem sechsten Lebensjahr Basketball in Rouen und blieb dort, bis er 15 war. 2017 wechselte er ans französische Leistungszentrum INSEP und unterschrieb 2020 einen Profivertrag bei AS Monaco. Monacos Trainer Zvezdan Mitrović gestand dem Aufbauspieler bereits in seinem ersten Profijahr insbesondere wegen dessen Stärken in der Verteidigung nennenswerte Einsatzzeit zu. Mit Monaco gewann er 2021 den EuroCup. Er spielte bis 2022 für Monaco und war anschließend vereinslos.
Im Januar 2023 wurde er vom Erstligisten Fos Provence Basket unter Vertrag genommen, um einen verletzten Spieler zu ersetzen. Nach rund einem Monat lief sein Vertrag aus, Demahis-Ballou nahm im Februar 2023 das Angebot eines weiteren Erstligisten, ESSM Le Portel, an. Auch hier wurde er zunächst als Aushilfe gebraucht, Mitte März 2023 wurde sein Vertrag bis zum Ende der Saison 2022/23 verlängert. Nach dem Auslaufen der Vereinbarung war er vereinslos, erst im Januar 2024 fand Demahis-Ballou mit dem Zweitligisten Champagne Basket einen neuen Arbeitgeber. Dort sollte er einen verletzten Spieler vertreten. Im Februar 2024 erhielt er eine Vertragsverlängerung bis zum Ende des Spieljahres 2023/24.
Zur Saison 2024/25 wechselte Demahis-Ballou zum Zweitligisten Orléans Loiret Basket, wo Lamine Kebe sein Trainer wurde, mit dem er schon am Leistungszentrum INSEP zusammengearbeitet hatte. Im Juni 2025 gab Zweitligist Caen BC Demahis-Ballous Verpflichtung bekannt.

### Nationalmannschaft
2018 erreichte er mit der französischen Auswahl bei der U16-Europameisterschaft das Halbfinale. 2021 wurde er U19-Vizeweltmeister.